# Jean Fernandez
Jean Fernandez (Mostaganem, Francia Algéria, 1954. október 8. –) francia labdarúgó-középpályás, edző.
A francia válogatott tagjaként részt vett az 1976. évi nyári olimpiai játékokon.